# Maja Göthberg
Maja Eva Johanna Göthberg, född 16 juli 1997, är en svensk fotbollsspelare som spelar för SS Lazio (Società Sportiva Lazio Calcio Femminile).

## Klubbkarriär
Inför säsongen 2016 värvades Göthberg av Kopparbergs/Göteborg FC. I juli 2017 lånades hon ut till Hammarby IF DFF.
Inför säsongen 2018 värvades Göthberg av KIF Örebro. I januari 2019 värvades hon av Kungsbacka DFF. I juli 2019 gick hon till Sundsvalls DFF.
I november 2019 värvades Göthberg av finländska KuPS.

## Landslagskarriär
Maja Göthberg debuterade i U19-landslagssammanhang när hon blev inbytt efter 60 minuter under kvalspelet till U21-EM mot Montenegro. Hon gjorde sitt första landslagsmål i samma match och var uttagen till landslaget som vann EM-guld under slutspelet i Israel 2015.